# Microtendipes kahuziensis
Microtendipes kahuziensis är en tvåvingeart som beskrevs av Lehmann 1979. Microtendipes kahuziensis ingår i släktet Microtendipes och familjen fjädermyggor.
Artens utbredningsområde är Kongo. Inga underarter finns listade i Catalogue of Life.